# Chiến tranh xâm lược
Chiến tranh xâm lược là cuộc chiến tranh do một nhà nước, hoặc liên minh nhà nước tiến hành nhằm xâm lược nước khác. 
Chiến tranh xâm lược là cuộc chiến tranh trái với Hiến chương Liên Hợp Quốc và luật pháp quốc tế.

## Sự xâm lược
Xâm lược là hành động quân sự của một nước vào một vị trí địa lý chính trị trọng yếu của nước khác. Bởi vì một cuộc xâm lược là một cuộc tấn công bằng lực lượng từ bên ngoài vào nên các cuộc nổi loạn, các cuộc nội chiến, các cuộc đàn áp trong nước không được xem là sự xâm lược. Các hành động quân sự chiến thuật có quy mô nhỏ ở biên giới như các cuộc giao tranh nhỏ, các cuộc đột kích bất ngờ, thâm nhập hay chiến tranh du kích thông thường không được coi như một cuộc xâm lược.
Tuy nhiên trong bối cảnh các cuộc chiến tranh luôn bao gồm các thủ đoạn đấu tranh chính trị phức tạp, tiêu chuẩn trên thường chỉ mang tính tương đối. Các hành động quân sự của nước khác thường được tiến hành cùng với sự cộng tác của một nhóm người bản xứ (vừa để giảm thương vong cho quân của nước xâm lược, vừa tạo danh nghĩa để thuận lợi cho ngoại giao và sự cai trị sau này). Ví dụ: Quân Mông Nguyên xâm lược Đại Việt có sự tham gia của quân Trần Di Ái, Trần Ích Tắc, Quân Minh lấy cớ phò Trần Thiêm Bình và nhà Trần để tấn công Đại Việt. Quân Thanh cũng tấn công Đại Việt trên danh nghĩa phò vua Lê Chiêu Thống, hoặc quân Pháp và Mỹ trong chiến tranh ở Đông Dương cũng bỏ kinh phí duy trì Quân đội Quốc gia Việt Nam (và sau này là Quân lực Việt Nam Cộng hòa) cùng các chiến lược Da vàng hóa chiến tranh, Việt Nam hóa chiến tranh nhằm "lấy người Việt trị người Việt"... Vì vậy việc đánh giá một cuộc chiến là xâm lược không chỉ qua quốc tịch của quân đội tham chiến, mà còn cần tìm hiểu chi tiết về mối quan hệ giữa các lực lượng tham chiến.

## Các loại chiến tranh xâm lược
- Chiến tranh xâm lược trên đất liền
- Chiến tranh xâm lược trên biển
- Chiến tranh xâm lược trên không
- Chiến tranh xâm lược biên giới

## Một số cuộc chiến tranh được cho là xâm lược
- Quân Pháp xâm lược nước Nga (1812)
- Chiến tranh Đông Dương (1945 - 1954)
- Chiến tranh Việt Nam (1954 - 1975) [1]
- Chiến tranh Iraq (2003-2011) [cần dẫn nguồn]
- Chiến tranh Afghanistan (1978–1992) [cần dẫn nguồn]
- Chiến tranh Afghanistan (2001–2021)
- Chiến tranh Liên Xô-Phần Lan (1940)
- Chiến tranh biên giới Việt-Trung, 1979
- Nga xâm lược Ukraina 2022